# (1789) Dobrovolsky
(1789) Dobrovolsky ist ein Asteroid des Hauptgürtels, der am 19. August 1966 von der russischen Astronomin L. I. Tschernych am Krim-Observatorium in Nautschnyj (IAU-Code 095) entdeckt wurde.
Der Asteroid ist nach dem sowjetischen Kosmonauten Georgi Timofejewitsch Dobrowolski benannt.